# جنووا (نبراسکا)
جنووا(به انگلیسی: Genoa) شهری در ایالت نبراسکا کشور ایالات متحده آمریکا است که جمعیت آن در سرشماری سال ۲۰۱۰ میلادی، ۱٬۰۰۳ نفر بوده‌است.